# Сан Пелегрино Терме
Сан Пелегрино Терме (итал. San Pellegrino Terme) је насеље у Италији у округу Бергамо, региону Ломбардија.
Према процени из 2011. у насељу је живело 3828 становника. Насеље се налази на надморској висини од 364 м.

## Становништво
Према резултатима пописа становништва 2011. у општини је живело 4.950 становника.
| 1931. | 1936. | 1951. | 1961. | 1971. | 1981. | 1991. | 2001. | 2011. |
| ----- | ----- | ----- | ----- | ----- | ----- | ----- | ----- | ----- |
| 3.478 | 3.069 | 3.898 | 4.436 | 5.214 | 5.485 | 5.290 | 4.980 | 4.950 |

## Партнерски градови
- Бургдорф, Larino, La Salle-les-Alpes